# Károly Kisfaludy
Dans le nom hongrois Kisfaludy Károly, le nom de famille précède le prénom, mais cet article utilise l’ordre habituel en français Károly Kisfaludy, où le prénom précède le nom.
Kisfaludy Károly (Tét, 5 février 1788 – Pest, 21 novembre 1830) est un poète, dramaturge et peintre hongrois. Principal animateur de la vie littéraire à l'ère des réformes, éditeur de l'Aurora et à l'initiative du cercle Aurora, il est l'un des premiers à avoir introduit en Hongrie le genre de la nouvelle.
| Szülőföldem szép határa! Meglátlak e valahára? A hol állok, a hol megyek, Mindenkor csak feléd nézek. Ha madár jön, tőle kérdem, Virulsz-e még szülőföldem! Azt kérdezem a felhőktől, Azt a suttogó szellőktől. - extrait de Szülőföldem szép határa! |  | (Traduction littérale : Belle frontière de mon pays natal ! / te verrai-je un jour ? / où je me tiens, où je vais / je ne regarde toujours que toi. / Si un oiseau vient, je lui demande : / es-tu encore florissant, mon pays natal ? / je demande cela aux nuages, / cela aux brises qui murmurent.) |

## Biographie

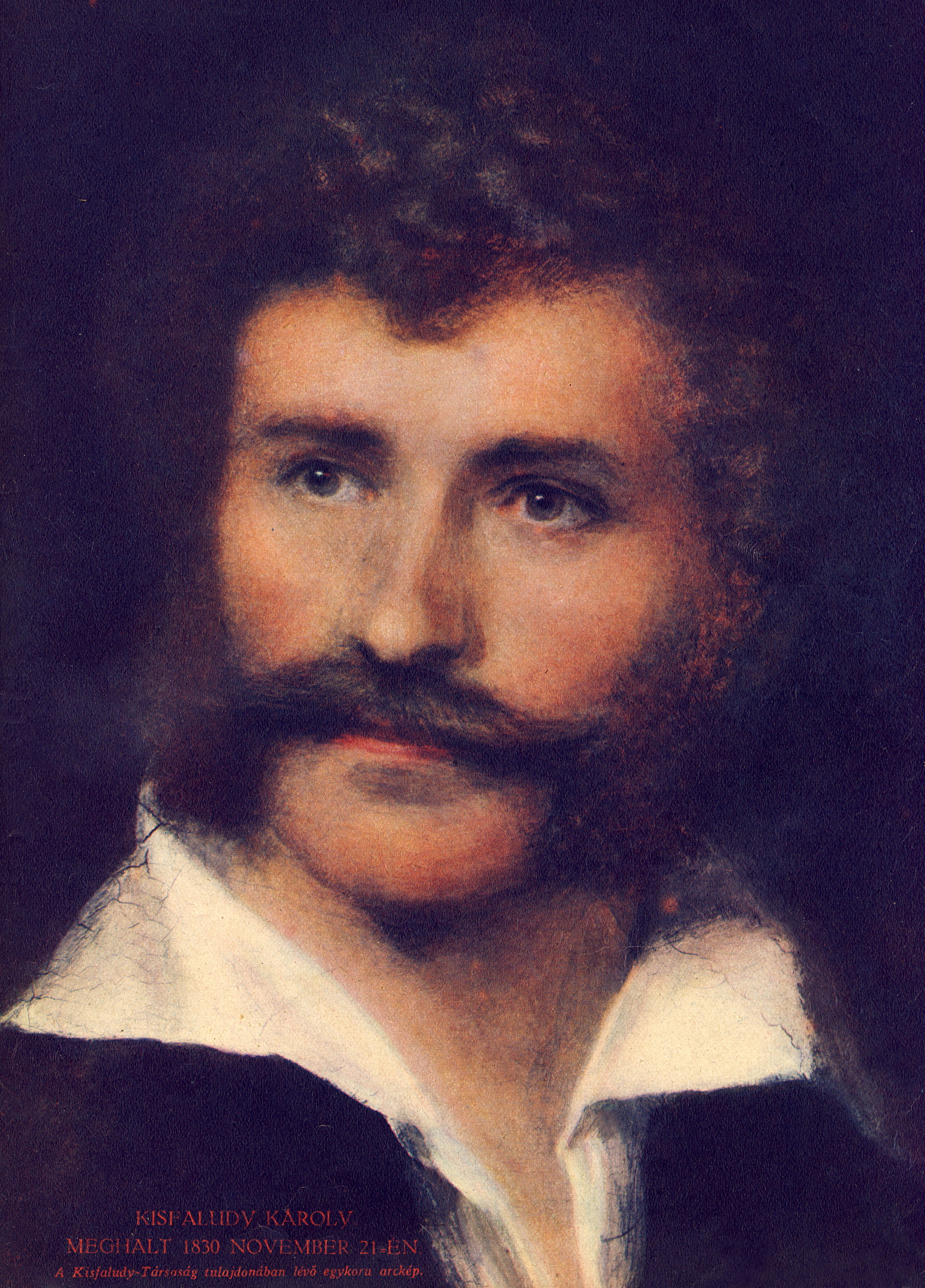
Portrait de Károly Kisfaludy

### Jeunesse
Huitième fils de Mihály Kisfaludy, juge du comitat de Győr, et d'Anna Sándorfy, il est aussi le plus jeune frère du poète Sándor Kisfaludy. Sa mère meurt des suites de l'accouchement le lendemain, et c'est sa grande sœur Teréz, de dix ans plus âgée, qui s'occupe du garçon et vers qui il se tourne avec une affection et une reconnaissance constantes. En 1799, il va à Győr au lycée des Bénédictins, où au début il étudie avec application, mais il néglige assez vite ses études, et un jour le garçon fougueux et récalcitrant jette son encrier devant le professeur qui le réprimandait, et c'est pourquoi il est recalé dans ses études.

### Carrière militaire
Son père, au caractère sévère et dont trois frères ont fait carrière militaire, le retire de l'école et le donne à l'école militaire de Győr qui vient d'ouvrir. De là il passe à Pest un an plus tard, en 1804, et s'y engage comme cadet le 1er octobre. Le 1er septembre 1805, il devient porte-drapeau ; il combat dans les batailles contre Napoléon, et participe à la victoire obtenue à Caldiero. En 1806, il est détaché comme garde-frontière en Syrmie. Le 16 février 1809, il est nommé sous-lieutenant et stationné avec son régiment dans la division de Jellasich à Munich ; le 25 mai, il combat près de Leoben et est fait prisonnier, mais heureusement il s'enfuit, retourne à sa division et est nommé lieutenant dès le 23 août de cette année. En 1810, il est souvent en compagnie de Pál Szemere, avec qui il s'est lié d'amitié en 1805 à Miskolc, et d'István Horvát et Mihály Vitkovics, à qui il présente un recueil de ses poèmes. C'est alors qu'il tombe amoureux de Katalin Heppler, fille d'une veuve appauvrie ; il veut quitter l'armée pour l'épouser, mais son père, dans sa sévérité, s'oppose à tout cela.

### Errance
Par bravade, Kisfaludy démissionne de l'armée le 15 août 1811 et rentre à Tét, mais son père, furieux, ne veut rien savoir de lui. Le garçon, désespéré, cherche refuge auprès de sa sœur qui l'a élevé, Trézsi (surnom de Teréz), qui habite alors déjà à Vönöck avec son mari Gábor Farkas, capitaine en retraite. Il y passe quelques mois paisibles, pratique le dessin et la poésie. En février 1812, il quitte Vönöck et se prépare à aller à Vienne pour se former à la peinture. Son père met à la libre disposition de son fils adulte sa part d'héritage maternel située dans le comitat de Zala ; il l'hypothèque auprès de son grand frère Boldizsár et retourne encore une fois à Pest, où il apprend de Mme Heppler que Katalin s'est mariée.
Quand il arrive à Vienne, il tue sa douleur en fêtes frivoles. Ses études à l'Académie des beaux-arts sont rendues difficiles par ses soucis d'argent, et quatre mois plus tard, il songe à aller en Russie, où il espère vivre de sa peinture. Il part à Pozsony, et revient à nouveau à Vienne deux mois plus tard. Il travaille avec assiduité pour avoir de quoi vivre, et s'adonne particulièrement à la peinture de portraits, puis apprend aussi la gravure sur cuivre. Ses dettes finissent par s'accumuler et l'empêchent de rester à Vienne. Après un an et quart de séjour à Vienne, où il fait la connaissance des écrivains allemands Theodor Körner et Karoline Pichler, il part pour l'Italie ; il voyage à pied et vit de sa peinture. À l'été 1816, il est à nouveau à Vienne.
Poussé par le mal du pays, en 1817 il revient à Pozsony ; là son ami Pál Ballus l'aide ; ni l'intervention de sa sœur Teréz, ni celle de son frère Sándor ne réconcilient avec lui son père. Ce dernier déclare qu'il ne le recevra pas avant qu'il ne s'engage dans l'armée ou ne se marie ; cependant il l'aide un peu par l'intermédiaire de Teréz.

### Retour au pays et peinture, premières tentatives littéraires
Il part donc pour Pest, où ses amis l'accueillent à bras ouverts et veulent le faire devenir conservateur des collections de peintures du Musée national hongrois, mais le palatin ne le nomme pas en raison de son caractère insupportable. Il prend un logement chez un honnête cordonnier de la rue Magyar, et peint des paysages à l'aquarelle. Parfois ses tableaux se vendent bien, mais le plus souvent, en secret il vit misérablement de même que son propriétaire. Il n'accepte pas d'aide financière de ses amis, qui pour cette raison lui prêtent de l'argent et achètent ses tableaux. Il abandonne bientôt la peinture, et étudie ensuite l'anatomie avec le professeur de chirurgie Ignác Stáhly. Entre-temps, en 1818, son père écrit son testament et renie son fils, qui part alors à Győr pour tenter à nouveau de se réconcilier avec son père, mais toutes les interventions sont vaines et son père ne le reçoit pas.
À Pest aussi il est plus poète que peintre ; début 1820, il a déjà terminé 16 pièces de théâtre. Les nouvelles de la compagnie théâtrale de György Eder à Fejérvár produisent leur effet même à Pest : Kisfaludy lui avait remis la pièce A tatárok (Les Tatares) pour la jouer là-bas, et la pièce créée le 18 avril 1819 y fait grande impression. Le compte Ferenc Brunszvik, locataire du théâtre de la ville de Pest, invite la compagnie à Pest, et le 3 mai, ils y commencent leurs représentations par la pièce de Kisfaludy. Par la suite, ses pièces sont mises en scène les unes après les autres. Avec la haute position morale ainsi gagnée, sa situation matérielle s'améliore aussi. Kisfaludy publie aussitôt ses œuvres dramatiques mises en scène, et un exemplaire arrive à Vienne dans les mains de György Gaal, qui traduit ses trois premières pièces publiées. C'est alors qu'il fait la connaissance de Mihály Helmeczy, et par son intermédiaire, du renouveau de la langue (nyelvújítás) ; il lit les travaux de Ferenc Kazinczy et devient l'un de ses partisans les plus fidèles. Ses amis le mettent en garde de ne pas trop écrire trop vite, et acceptant cela, il avance moins vite dans ses œuvres, et retravaille aussi partiellement ses anciennes pièces.

### Animateur de la vie littéraire
Il est interrompu au milieu de cette carrière par la fondation de l'Aurora, qui l'éloigne du domaine de l'écriture de pièces de théâtre pour lequel il était fait. Les grands noms de l'époque, ainsi que la jeune génération, se réunissent autour de Kisfaludy et de son nouveau bulletin littéraire ; son grand frère Sándor lui propose le prix Marczibányi qu'il a obtenu pour ses Regék (contes), et à l'incitation d'István Horváth, d'autres patriotes aussi rassemblent une somme suffisante pour cette entreprise, qui démarre en 1822. En 1826, l'institut Marczibányi lui décerne aussi pour cela son grand prix.
Les longues souffrances et la misère se changent en un sort meilleur ; il s'ajoute à cela que l'aide reçue annuellement de son père, jamais réconcilié avec lui mais quelque peu calmé par ses frères, et le domaine de Tét après la mort de celui-ci en 1826, le mettent dans une situation favorable, bien que les ennuis financiers ne manquent pas avec les tromperies répétées à son encontre, sa bienfaisance dont abusent souvent des gens qui ne la méritent pas, son amour des plaisirs, son insouciance en matière de gestion, et enfin les dépenses de sa précieuse galerie de tableaux. Mais sa personnalité si digne d'estime n'est souillée d'aucune tache, et sa magnifique ardeur est respectée dans tout le pays. Il n'abandonne tout de même pas la peinture, mais il n'en tire pas profit, il ne la pratique que pour son plaisir. En 1826, Kisfaludy habite chez le médecin Löffler, et le dernier amour du poète est la fille du médecin, Nina ; mais la jeune fille juive ne veut pas renoncer à sa religion, et les amoureux ne s'unissent pas.
Kisfaludy est alors déjà le chef et le guide de la nouvelle littérature ; le centre de la littérature n'est plus Széphalom (Sátoraljaújhely) mais Pest. Le nom cercle Aurora est resté en souvenir de lui et de ses compagnons. Fin 1826, il veut publier un journal de critiques littéraires, qui cependant ne voit le jour qu'après sa mort, édité par József Bajza. En 1828, il fait la connaissance de Széchenyi, et les idées et aspirations de ce grand homme d'État ont une profonde influence sur lui. Quand István Kulcsár meurt en 1828, Kisfaludy a avec Széchenyi le projet d'un nouveau journal politique, le Jelenkor (L'époque présente), et fin 1829 il demande au gouvernement (helytartótanács) l'autorisation de publication. En 1830, Széchenyi fonde l'Association des exploitants hongrois (Magyar Gazdasági Egyesület) dont les secrétaires sont Gábor Döbrentey et Kisfaludy.

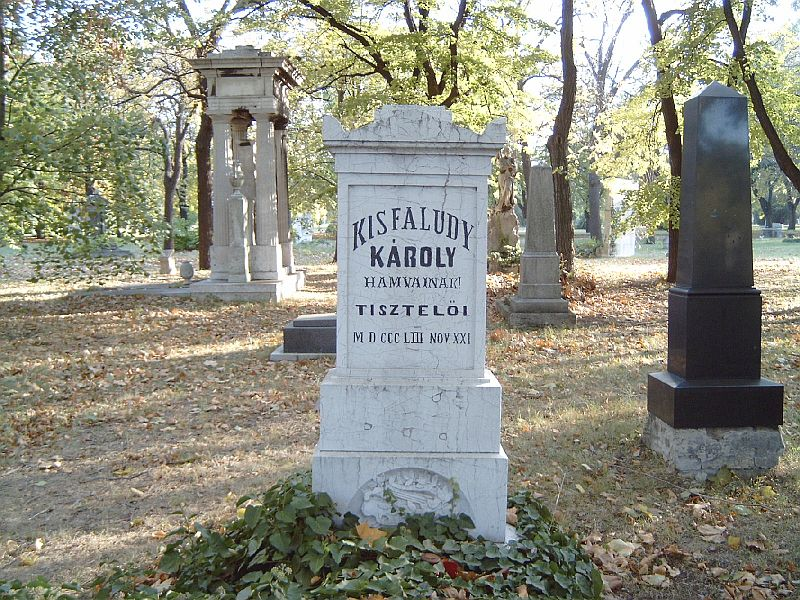
Tombe de Károly Kisfaludy à Budapest, cimetière Kerepesi: n° 29/2-1-1. Exécuté par la société Gerenday.

Fin 1829, il tombe malade, mais au printemps suivant sa santé s'améliore un peu ; cependant il est alors pris de tuberculose. Quand il semble se remettre sur pied, en août il se fait amener chez sa chère Trézsi qui est également très malade ; une ou deux semaines plus tard, il est ramené à Pest. Chez lui, son mal s'aggrave, mais il organise quand même la rédaction de Jelenkor, et travaille à son Csák Máté. On lui annonce alors la mort de sa Trézsi, survenue le 23 octobre, l'abattant définitivement. L'Académie hongroise des sciences vient d'être fondée le 17 novembre 1830 à Pozsony, et dans la section linguistique c'est lui qui est choisi pour être sur place le premier membre plein. Il ne peut pas en avoir la nouvelle, car le dimanche 21 novembre dans l'après-midi, il meurt dans son logement de la rue Váci (dans la maison Kappel, là où se trouve plus tard la boutique du libraire Gusztáv Heckenast).
Il fut aussi juge des comitats de Bars et Bereg. Le 22 avril 1833, l'Académie hongroise des sciences prononce à son sujet un discours commémoratif. La Société Kisfaludy est fondée en sa mémoire en 1836, et elle tient toujours ses assemblées générales le dimanche suivant l'anniversaire de sa mort.

## Œuvres
| Hősvértől pirosult gyásztér, sóhajtva köszöntlek, …virúlj, gyásztér! a béke malasztos ölében, Nemzeti nagylétünk hajdani sírja Mohács! - extrait de Mohács | (Traduction littérale : Lieu de deuil rougi du sang des héros, je te salue en soupirant, / …fleuris, lieu de deuil ! dans le sein plein de grâce de la paix, / la tombe de jadis de notre grandeur nationale est Mohács !) |

### Littérature

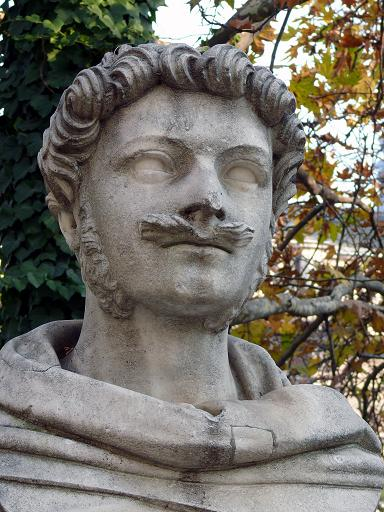
Statue de Károly Kisfaludy dans le jardin du Musée national hongrois (œuvre d'István Ferenczy, 1836)

- Hadi ének Olaszországban. (1805, poème)
- A gyilkos (1808, tragédie, première œuvre dramatique)
- A tatárok Magyarországon (1809, puis 1811 œuvre dramatique)
- Műfordítások (1812, traductions allemand - hongrois)
- Szécsi Mária (1817, œuvre dramatique)
- A kérők (1817, comédie)
- Stibor vajda (1818, œuvre dramatique)
- A pártütők (1819, comédie)
- Ilka vagy Nándorfehérvár bevétele (1819, pièce de théâtre)
- Kemény Simon (1820, pièce de théâtre)
- Barátság és nagylelkűség (1820, pièce de théâtre)
- Irene (1820, pièce de théâtre)
- Aurora (à partir de 1820, annales en format livre de poche)
- A vérpohár (1822, nouvelle)
- Tollagi Jónás Pesten (1822, nouvelle)
- Barátság és szerelem (1822, nouvelle)
- Sulyosdi Simon (1823, nouvelle)
- Mit csinál a gólya? (1823, nouvelle)
- Mohács (1824, élégie)
- Tihamér. Sok baj semmiért. Andor és Juci. (1824, nouvelles)
- Mátyás diák (1825, comédie)
- Kritikai jegyzetek. (1826)
- Xéniák. (1826, épigrammes)
- A betegek (1826, comédie)
- Leányőrző (1826, pièce de théâtre)
- Tollagi Jónás mint házas (1826, pièce de théâtre)
- Kénytelen jószívűség (1827, comédie)
- Szeget szeggel (1827, comédie)
- Hűség próbája (1827, comédie)
- Csalódások (1828, comédie)
- Hős Fercsi (1828, nouvelle)
- Nem mehet ki a szobából.(1828, pièce de théâtre)
- Három egyszerre (1829, comédie)
- Csák Máté (1830, tragédie)

### Peinture
- Ivóban

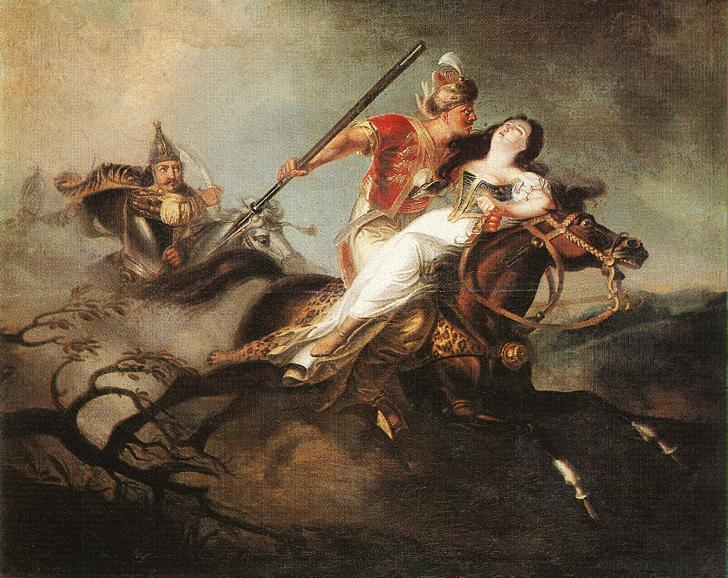
Le roi Ladislas à la bataille de Cserhalom

- László király a cserhalmi ütközetben (1826-30) [Le roi Ladislas à la bataille de Cserhalom]
- Éjjeli szélvész (années 1820)
- Tengeri vész (années 1820) …

## En sa mémoire
- Kisfaludy Károly – buste, créé par Antal Károly, calcaire de Süttő, 1974, Tét, Maison Kisfaludy (Kisfaludy Emlékház)
- Bibliothèque départementale Kisfaludy Károly (Kisfaludy Károly Megyei Könyvtár), Győr

## Sources
- (hu) Cet article est partiellement ou en totalité issu de l’article de Wikipédia en hongrois intitulé « Kisfaludy Károly » (voir la liste des auteurs).
- (hu) József Szinnyei : Magyar írók élete és munkái VI. (Kende–Kozocsa). Budapest: Hornyánszky. 1899.
- (hu) Új magyar irodalmi lexikon II. (H–Ö) [Nouvelle encyclopédie littéraire hongroise], Budapest, Akadémiai (főszerkesztő : Péter László), 1994, 2332 p. (ISBN 963-05-6806-3), p. 1042–1043

## Ouvrages spécialisés
- (hu) Ferenc Toldy : Kisfaludy Károly élete (Buda 1832.)
- (hu) János Erdélyi : Kisfaludy Károly. Pályák és Pálmák. (1886.)
- (hu) József Bánóczi : Kisfaludy Károly és munkái. I–II. (1882–1883.)
- (hu) Ferenc Szinnyei : Kisfaludy Károly (1927. ItFüz 19.)
- (hu) Andor Speneder : Kisfaludy Károly (1930. A bécsi Coll. Hung. füzetei 9.)
- (hu) János Horváth : Kisfaludy Károly és íróbarátai. (1955. ItTanulm 1. 1935-1936.)
- (hu) István Fenyő : Az Aurora. Egy irodalmi zsebkönyv életrajza. (1955. ItFüz 4.)

### Ses œuvres
- (hu) Quelques-unes de ses peintures
- (hu) Œuvres de Károly Kisfaludy (site MEK)
- (hu) Kisfaludy Károly : A kérők, comédie en trois actes (site MEK)
- (hu) Sa poésie complète (site MEK)

### Ouvrages spécialisés
- (hu) A magyar irodalom története III. rész
- (hu) Hegedüs Géza: A magyar irodalom arcképcsarnoka
- (hu) György Székely (dir.), Magyar színházművészeti lexikon [« Encyclopédie hongroise d'art dramatique »], Budapest, Akadémiai kiadó, 1994, 882 p. (ISBN 963-05-6635-4, lire en ligne)
- (hu) Benkő Krisztián: Intermedialitás, irónia, szinesztézia - 1822: Kisfaludy Károly és az Aurora